# Jamila Mujahed
Jamila Mujahed es una periodista de Afganistán.

## Trayectoria
Jamila Mujahed fue periodista de televisión antes de que los talibanes tomaran el poder. Cuando estos tomaron el poder tuvo que escribir sus artículos en secreto puesto que las mujeres afganas no podían ni salir a la calle, además de junto a otras mujeres impartir clases para educar a las niñas afganas. En 2001, transmitió la noticia de que el régimen talibán había caído.  Hamida Ghafour, escribió en The Daily Telegraph informando de Mujahed había sido nombrada delegada de la Loya Jirga Constitucional. Aunque sin embargo, no estaba en la lista oficial de delegados.  En octubre de 2002, el Departamento de Estado de los Estados Unidos le otorgó un premio a la libertad.

El día a día de una mujer en Afganistán
Plagado de problemas y sufrimiento. Uno de las problemas a los que se enfrenta una mujer afgana es que no puede elegir su pareja por su propia voluntad. No pueden tampoco salir de casa a buscar trabajo. Tampoco tienen permiso para estudiar. Cuando hablamos de Afganistán debemos saber que no significa sólamente Kabul (la capital) sino de su totalidad. En Kabul existe una libertad relativa en comparación con el resto del país, pero el nivel económico de la mujer afgana es cero y siempre depende de un hombre.

## Premios y reconocimientos
- 2005 Premio Columnistas del Mundo.[6][7]